# Martín de Paz
Martín de Paz o Martín de Páez, (siglo XVI) comerciante y conquistador español. Participó en la conquista del Perú, siendo uno de los Trece de la Fama, es decir, uno de los trece soldados españoles que no quisieron abandonar a Francisco Pizarro en la isla del Gallo. 

## Biografía
No tenemos datos de su origen ni de las circunstancias de su llegada a América. Solo sabemos que participó como soldado en el segundo viaje de Francisco Pizarro. Fua así que estuvo en la Isla del Gallo, cuando Juan Tafur, por orden del gobernador de Panamá, vino para recoger a los expedicionarios, atendiendo una carta de uno de ellos que se quejaba de las penalidades que demandaba la empresa descubridora. Solo trece soldados se negaron a abandonar a Pizarro, siendo uno ellos Martín de Paz (el cronista Pedro Cieza de León lo llama Páez). Todos ellos fueron conocidos desde entonces como los Trece de la Fama (1527). 
Pizarro y los Trece de la Fama, en busca de un ambiente más favorable, se trasladaron a la vecina isla de Gorgona, donde enfermaron Cristóbal de Peralta, Gonzalo Martín de Trujillo y Martín de Paz. Cuando llegó la nave pilotada por Bartolomé Ruiz en rescate de los aventureros, Pizarro decidió continuar su exploración costera hacia el sur, dejando en la Gorgona a los tres enfermos, bajo el cuidado de unos indios e indias de servicio llegados en el barco desde Panamá. De regreso de sus exploraciones, Pizarro recogió a Peralta y a Paz, ya recuperados (Martín de Trujillo había fallecido), con los que regresó a Panamá.
Sin embargo, no parece que Paz tuviese mayores aspiraciones, pues por el año de 1531 (cuando ya Pizarro había iniciado su tercer viaje y se hallaba en Coaque) estaba en Panamá, como criado del hijo de Diego Díaz, un vecino importante de dicha ciudad. Por su buena caligrafía, trabajaba también al lado del escribano Hernando del Castillo, a quien ayudaba a sacar traslados de documentos, los mismos que vendía a las partes interesadas o se remitían a la Real Audiencia de Santo Domingo. Sabemos también que tenía debilidad por el juego.
En 1532 viajó al Perú acompañando a Diego de Almagro, que iba a reforzar a las huestes de Pizarro. Estuvo en San Miguel de Tangarará y en Cajamarca, donde empezó a dedicarse al negocio de las caballos de guerra. Luego debió participar en la marcha al Cuzco. No tenemos más noticias sobre su persona; posiblemente retornó a España, pues en el Perú no existe ninguna referencia de su muerte.